# Adrenalina (Wisin)
Adrenalina è un singolo del rapper portoricano Wisin pubblicato il 25 febbraio 2014 come secondo estratto dal secondo album in studio come solista El Regreso del Sobreviviente.

## Descrizione
Il singolo ha visto la collaborazione della cantante statunitense Jennifer Lopez e del cantante portoricano Ricky Martin.

## Video musicale
Il video musicale, diretto da Jessy Terrero e girato a Miami, è stato pubblicato sul canale YouTube di Wisin il 3 marzo 2014.

## Classifiche
| Classifica (2014)     | Posizione massima |
| --------------------- | ----------------- |
| Belgio (Vallonia)     | 60                |
| Cile                  | 1                 |
| Francia               | 122               |
| Italia                | 52                |
| Repubblica Dominicana | 11                |
| Spagna                | 3                 |
| Stati Uniti           | 94                |
| Svizzera              | 57                |